# アルデヒドオキシダーゼ
アルデヒドオキシダーゼ（aldehyde oxidase）は、バリン・ロイシン・イソロイシン分解、チロシン・トリプトファン・ビタミンB6・ニコチン酸・ニコチンアミド代謝酵素の一つで、次の化学反応を触媒する酸化還元酵素である。
アルデヒド + H2O + O2 {\displaystyle \rightleftharpoons } カルボン酸 + H2O2
反応式の通り、この酵素の基質はアルデヒドと水と酸素、生成物はカルボン酸と過酸化水素である。補因子としてFADとヘムとモリブデンと鉄・硫黄タンパク質が用いられる。
組織名はaldehyde:oxygen oxidoreductaseで、別名にquinoline oxidaseがある。